# Анна Ранкане
Анна Ранкане (латв. Anna Rancāne) — латвійська поетка, політикиня. Свої твори пише латвійською та латгальською мовами.

## Біографія

### Ранні роки, навчання та трудова діяльність
А. Ранкане народилася 12 червня 1959 року в с. Люзіники волості Міглінієку Лудзенського району.
Здобувши 1977 року середню освіту, далі навчалася в Латвійському університеті, який закінчила у 1982 році. З 1983 по 1988 рік навчалася в Москві в Інституті світової літератури імені Максима Горького.
У період з 1982 по 1984 рік та з 1985 по 1986 рік працювала в Міністерстві комунального господарства. З 1984 по 1985 рік — на Ризькій ТЕЦ.
Крім того, з 1986 року була редактором у видавництві «Liesma», газеті «Latgales Laiks», а також кореспондентом у газеті «Diena».

### Політична діяльність
У 2022 році А. Ранкане була обрана депутатом Сейму від партії «Нова єдність», працює в комісії з питань громадянства, міграції та соціальної єдності.

### Літературна діяльність
Вперше вірш авторки опубліковано в Лудзенській районній газеті у 1975 році.
Відтоді видані поетичні збірки, серед яких:
- «Молитва за будинок», 1982;
- «П'ятниця», 1986;
- «Адвент», 1991;
- «Заступництво», 1997;
- «Неділя», 2001;
- «Діва Сонця», 2005;
- «Знаки», 2005;
- «Дванадцять кіл Латгалії», 2013[7].

## Відзнаки та нагороди
- Літературна премія імені Едварда Вайденбаумса, 1992;
- Премія Фундації кардинала Юліана Воєводи, 1996;
- Премія Аспасія, 2000;
- Премія «Прес-хаус книга», 2001;
- Премія Латгальської культури року, 2012;
- Спеціальна премія Латиська література року, 2013;
- Орден Трьох зірок, 2019[8].